# Wilma Murtová
Wilma Anna Helena Murtová (* 11. června 1998) je finská atletka, jejíž specializací je skok o tyči. Je mistryní Evropy z roku 2022. V soutěži třikrát vylepšila finský národní rekord až na 4,85 m, čímž vyrovnala i rekord šampionátu. Další zlato vybojovala v Istanbulu v roce 2023 na halovém mistrovství Evropy, kdy kromě zisku medaile vylepšila i finský národní rekord v hale na 4,80 m.

## Osobní rekordy

#### Hala
- 4,80 m – 4. března 2023, Istanbul (NR)

#### Venku
- 4,85 m – 17. srpna 2022, Mnichov (NR)